# Verlanglijst

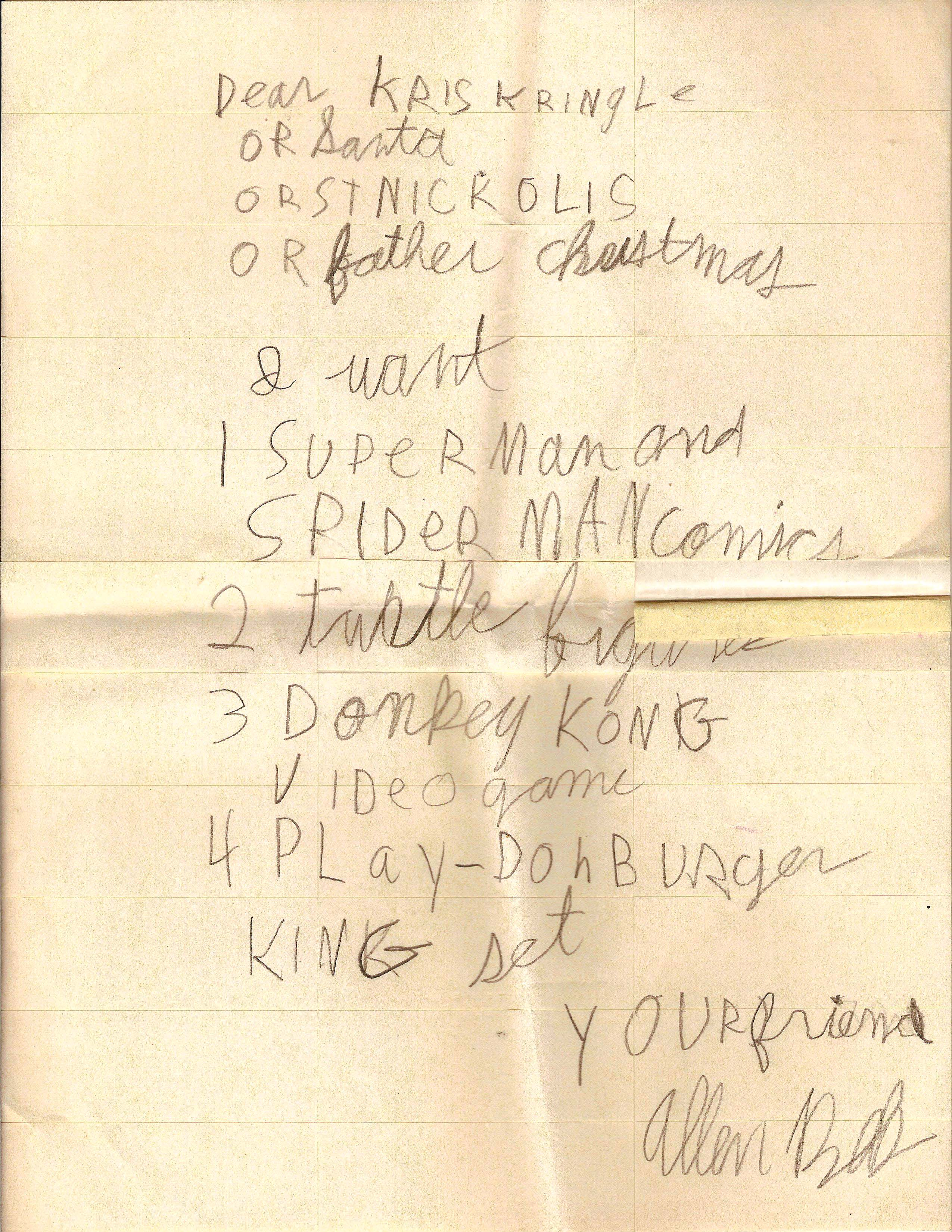
Een verlanglijstje van een kind.

Een verlanglijst is een lijst met cadeautjes of geschenken die men wenst in verband met een gebeurtenis, bijvoorbeeld een verjaardag, met Kerstmis, een huwelijk, doop of vormsel.
Zo kan de maker van de verlanglijst deze verspreiden aan anderen, om bekend te maken wat hij of zij wenst te krijgen. De cadeautjes kunnen dan vaak worden gekocht in een winkel, of in andere gevallen zelf worden gemaakt.
Er zijn ook websites waar men publieke verlanglijstjes kan aanmaken, en bepaalde webshops hebben de mogelijkheid tot het bewaren van producten op een persoonlijke verlanglijst. Sommige fysieke winkels bieden de mogelijkheid een verlanglijstje bij de winkel af te geven, zodat mensen vanaf deze lijst een cadeau kunnen kopen. Deze wordt dan van de lijst geschrapt, zodat er geen dingen dubbel worden gekocht, en er zekerheid is dat de ontvanger het cadeau ook graag wil ontvangen. Dit gebeurt veel bij trouwerijen, waarbij zaken voor de uitzet worden gevraagd.

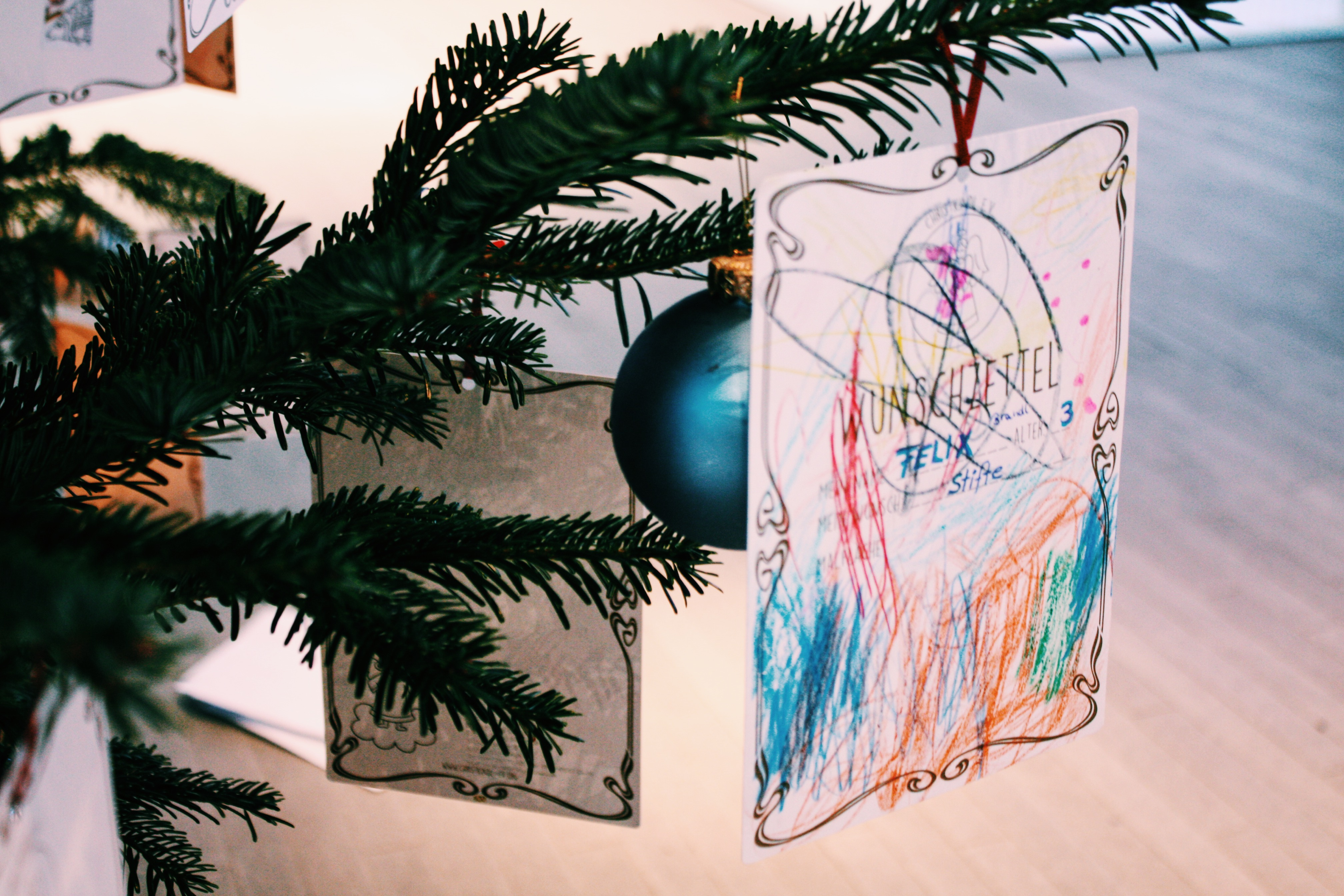
Een kerstgebruik in Duitsland: de verlanglijstjes voor Christkindl worden in de kerstboom gehangen